# Сартман, Кристиан
Педер Хенрик Кристиан Сартман (дат. Peder Henrik Kristian Zahrtmann; 31 марта 1843, г. Рённе, остров Борнхольм — 22 июня 1917, г. Фредериксберг) — датский художник, известный, прежде всего, своими полотнами на исторические сюжеты.

## Биография
Родился в семье преуспевающего врача, был старшим ребёнком из девятерых детей в семье. После окончания реальной школы, в 17-летнем возрасте отправился в академию Сорё, где учился под руководством художника-пейзажиста Йоханнеса («Ханса») Хардера. В 1862 году окончил академию, в 1863 году получил степень бакалавра философии.
В 1863—1864 годах изучал искусство гравирования в Техническом институте в Копенгагене; кроме этого, параллельно брал частные уроки у жанрового живописца Венцеля Ульриха Торнё. В октябре 1864 года поступил в датскую Королевскую академию художеств, которую окончил в 1868 году.
Первой выставленной им перед широкой публикой в том же году работой во дворце Шарлоттенборг была картина «Конфирмация девушки на Борнхольме». В 1869—1891 годах регулярно выставлял свои полотна в Шарлоттенборге.
В 1885—1908 годах преподавал в Вольной школе живописи, основанной в Копенгагене зимой 1882—1883 годов Лаурицем Туксеном и Педером Крейером в знак протеста против застойной манеры преподавания живописи, проводимой официальной Академией художеств. Был одним из организаторов открывшейся в 1891 году альтернативной выставки «свободной живописи» (дат. Den frie Udstilling). В последние годы жизни работал над серией картин, посвящённых героям греческой и библейской мифологии — «Прометей» (1905), «Сократ и Алкивиад» (1907, 1911), «Адам в раю» (1913-14).
Художник много путешествовал, выбирал для своих полотен необычные и вызывавшие споры сюжеты. К 1772 году относится время действия картины Кристиана Сартмана «Сцена при дворе Кристиана VII». Картина изображает датского короля, страдавшего тяжёлой формой шизофрении, проявлявшейся в приступах садизма и мазохизма, а также играющих в шахматы его жену и её любовника Иоганна Фридриха Струэнзе (незадолго до его ареста и казни). Картина была создана в 1873 году. С конца 1875 до 1878 года жил и писал в Италии (в Риме, Сиене и Амальфи). В 1882—1884 годах совершил вторую поездку в Италию. Позднее Сартман совершил путешествия по Греции, Франции и Португалии. Он был участником Всемирных выставок в Париже в 1878, 1889, 1900 годах и в Чикаго в 1893 году; обладателем бронзовой медали Всемирной выставки 1900 года. В 1913 году снял сам о себе документальный немой фильм под названием «Kristian Zahrtmann».
Художник вёл холостяцкий образ жизни и не интересовался противоположным полом. Скончался от последствий неудачно проведённой операции по поводу аппендицита. Похоронен на Западном кладбище Копенгагена.

## Творчество
К. Сартман был заметным явлением в среде датских живописцев второй половины XIX века, наряду с такими мастерами, как Педер Крейер и Теодор Филипсен. Сартман отошёл от привычного для искусства середины XIX столетия академического направления и увлёкся новыми течениями в живописи — натурализмом и реализмом.
Художник особо прославился своими историческими полотнами, в особенности теми, где изображались женщины, сыгравшие роковую роль в истории Дании. Его историческая «серия» состояла из 18 больших картин, написание которых растянулось на долгие годы. Многие из этих полотен были удостоены премий и наград. Разрабатывал и другие жанры живописи — писал пейзажи, жанровые сценки в городах и деревнях, портреты. Творчество К. Сартмана сыграло важную роль в развитии цветовой композиции в датской живописи.
Галерея

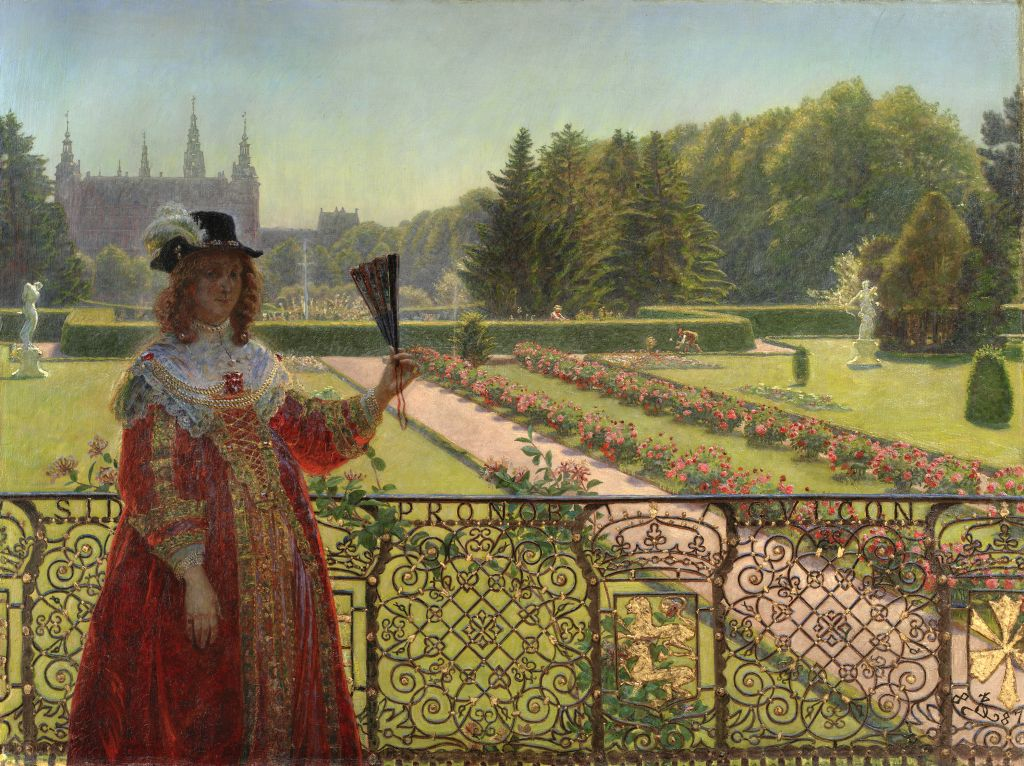
Леонора Кристина в саду Фредериксборгского дворца (1887)
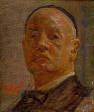
Автопортрет
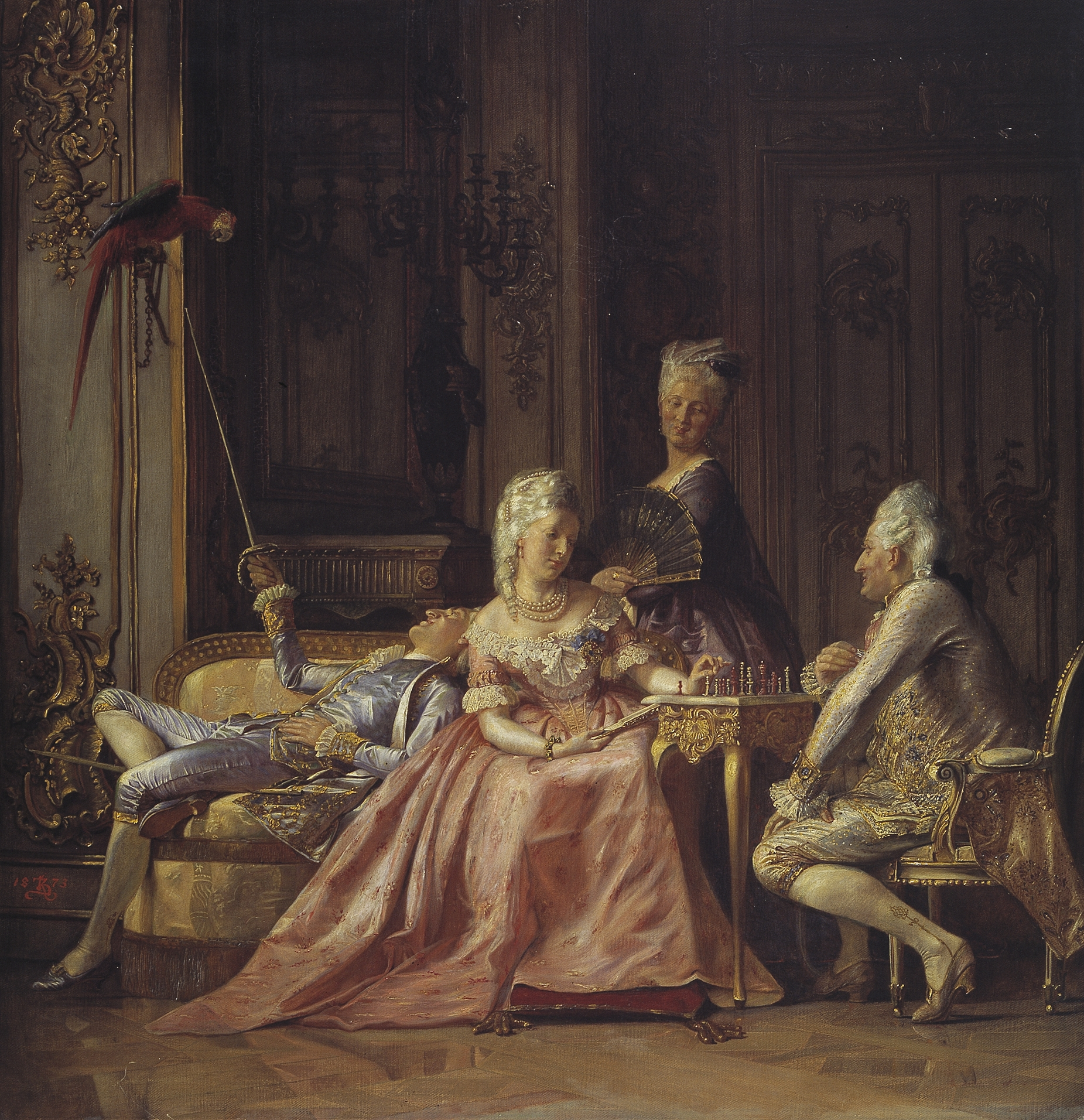
Сцена при дворе Кристиана VII (1873)
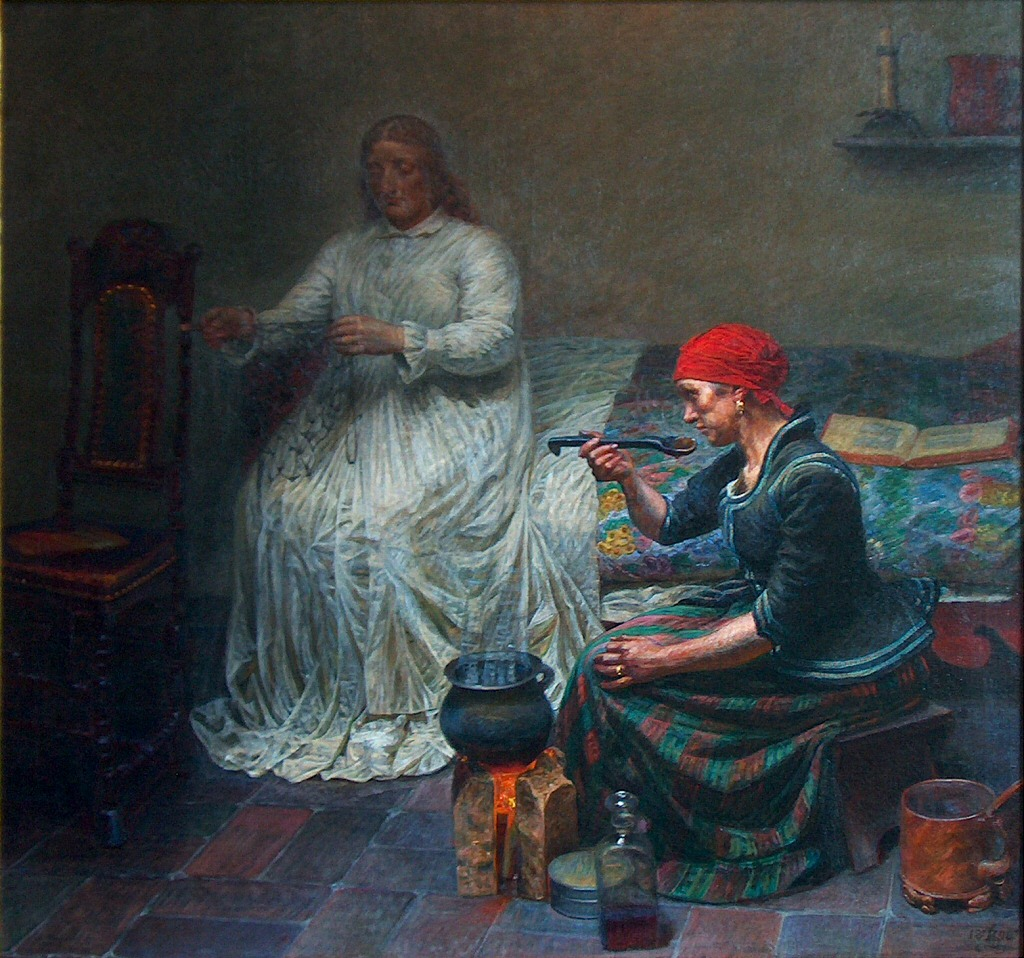
Леонора Кристина со служанкой (1896)